# Постоянен комитет на Политбюро на ЦК на ККП
Постоянният комитет на Политбюро на ЦК на ККП (на традиционен китайски: 中國共產黨中央政治局常務委員會, на опростен китайски: 中国共产党中央政治局常务委员会, на пинин: Zhōngguó Gòngchǎndǎng Zhōngyāng Zhèngzhìjú Chángwù Wěiyuánhuì) e ръководният орган на Политбюро на ЦК на ККП. Състои се от 9 члена (броят на членовете варира от 5 до 9 души) и включва висшите ръководители на Китайската народна република и Китайската комунистическа партия.
Не е ясно как точно работи този комитет, знае се само, че всички решения се взимат чрез консенсус. Формално комитетът се избира от Централния комитет, но всъщност членството в него е резултат от вътрешнополитическите борби във върховете на партията.

## История
Комитетът съществува от 50-те години 20 век, но по времето на Мао Дзъдун властта му е ограничена. След смъртта на Мао (1976) Постоянният комитет възвръща властта си. Днес членовете му са най-влиятелните хора в КНР.

## Сегашен състав
Осемнадесети ПК (25 октомври 2017 г.):
- Си Дзинпин — председател на КНР, генерален секретар на ККП, председател на Централния военен съвет на ЦК на ККП;
- Ли Къцян
- Ли Джаншу
- Уан Ян
- Уан Хунин
- Джао Лъдзи
- Хан Джън.